# Lampides herodicus
Lampides herodicus är en fjärilsart som beskrevs av Hans Fruhstorfer 1921. Lampides herodicus ingår i släktet Lampides och familjen juvelvingar. Inga underarter finns listade i Catalogue of Life.